# 70 Pine Street
L'American International Building est un gratte-ciel de Manhattan, à New York, situé au 70 Pine Street, Financial District, New York. Il mesure 290 mètres avec son antenne (259 mètres si on ne compte que le toit) et compte 66 étages, séparés de 3,75 mètres.

## Description
Le bâtiment a été construit entre 1930 et 1932, dans une période de « course aux gratte-ciel », marquée par la construction de gratte-ciel aujourd'hui mythiques comme l'Empire State Building ou le Chrysler Building. L'American International est construit dans un style art déco, bien que son sommet soit plus proche de l'architecture gothique.
L'American International Building était le plus haut bâtiment de downtown Manhattan (pointe sud de Manhattan) jusqu'à la construction du World Trade Center en 1973. Après les attentats du 11 septembre 2001, l'American International est redevenu le plus haut édifice de Downtown Manhattan, jusqu'à l'achèvement de la Freedom Tower en 2014.
Le bâtiment est couramment appelé American International par les New-Yorkais. Le building était autrefois la propriété de la compagnie pétrolière Cities Service Company, ce qui lui valait le surnom de Cities Service Building. Mais le gratte-ciel fut vendu à la compagnie d'assurances American International Group (AIG), alors que la Cities Service Company déménageait dans l'Oklahoma, à Tulsa. 
L'American International Group possède toujours le bâtiment, où elle a placé son siège mondial, cependant, la Cities Service Company détient toujours des bureaux dans l'immeuble.
Le bâtiment possède un « observatoire » au soixante-sixième étage offrant une vue sur downtown et toute la ville. Autrefois public, il est aujourd'hui réservé aux employés de l'American International Group. En outre, le gratte-ciel était à l'origine pourvu d'ascenseurs à double étage, afin d'améliorer la desserte de la tour, mais ces ascenseurs furent supprimés peu de temps après, à cause de leur manque de popularité. L'idée a cependant été reprise par le Citigroup Center, dans les années 1970.

## Dans la culture populaire
L'American International est apparu dans de nombreux films se déroulant à New York. On a ainsi pu le voir dans Spiderman (bien qu'il soit situé dans le film dans le quartier de Midtown pour les besoins du tournage), Gangs of New York (lors de la scène finale montrant l'évolution de la ville), Independence Day, Armageddon, Capitaine Sky et le monde de demain, Team America, police du monde, ou dans le dessin animé de Disney, Oliver et Compagnie.